# Кери Расел
Кери Лин Расел (енгл. Keri Lynn Russell; Фаунтин Вали, 23. март 1976) америчка је глумица. Позната је по улози Фелисити Портер у серији Фелисити (1998—2002), за коју је добила награду Златни глобус, и Елизабет Џенингс у серији Американци (2013—2018), за коју је била номинована за награду Еми за програм у ударном термину и Златни глобус.

## Биографија
Рођена је 23. марта 1976. године у Фаунтин Валију. Ћерка је домаћице Стефани Стивенс и једног од руководилаца предузећа Nissan Дејвида Расела. Има старијег брата Тода и млађу сестру Џули. Због очевог посла често је морала да се сели, те је током детињства живела у Копелу, Меси и Хајландс Ранчу.
Године 2006. удала се за Шејна Дирија ког је упознала преко блиских пријатеља. Венчали су се 14. фебруара 2007. у Њујорку. Заједно имају двоје деце — сина рођеног 2007. и ћерку рођену 2011. године. Одвојили су се почетком 2013, а потом развели средином 2014. године. Током 2014. ступила је у везу Метјуом Рисом, ког је упознала током снимања серије Американци. Године 2016. добили су сина. Током интервјуа из 2021. једно друго су називали супружницима, те се претпоставља да су у браку.

## Филмографија

### Филм
| Улоге Кери Расел |                                 |               |                |          |
| Година           | Српски назив                    | Изворни назив | Улога          | Напомена |
| 1992.            | Драга, повећао сам дете         |               | Менди Парк     |          |
| 2002.            | Били смо војници                |               | Барбара Гоган  |          |
| 2006.            | Немогућа мисија 3               |               | Линдси Фарис   |          |
| 2007.            | Девојчица у парку               |               | Селест         |          |
| 2007.            | Рецепт за живот                 |               | Џена Хантерсон |          |
| 2008.            | Приче за лаку ноћ               |               | Џил Хејстингс  |          |
| 2010.            | Ванредне мере                   |               | Ејлен Краули   |          |
| 2013.            | Мрачно небо                     |               | Лејси Барет    |          |
| 2014.            | Планета мајмуна: Револуција     |               | Ели            |          |
| 2019.            | Ратови звезда: Успон Скајвокера |               | Зори Блис      |          |
| 2023.            | Медвед на кокаину               |               | Колет Метјуз   |          |

### Телевизија
| Улоге Кери Расел |                   |               |                   |              |
| Година           | Српски назив      | Изворни назив | Улога             | Напомена     |
| 1995.            | Брачне воде       |               | Ејприл Адамс      | 1 епизода    |
| 1997.            | Седмо небо        |               | Камил             | 1 епизода    |
| 1998—2002.       | Фелисити          |               | Фелисити Портер   | главна улога |
| 2007.            | Стажисти          |               | Мелоди О’Хара     | 2 епизоде    |
| 2013.            | Ометени у развоју |               | Виндоу Кар (глас) | 1 епизода    |
| 2013—2018.       | Американци        |               | Елизабет Џенингс  | главна улога |
| 2023.            | Дипломаткиња      |               | Кејт Вајлер       | главна улога |